# پشیکویخابل
پشیکویخابل (به لاتین: Pshikuykhabl) یک منطقهٔ مسکونی در روسیه است که در آدیغیه واقع شده‌است.